# Šilheřovice
Šilheřovice település Csehországban, a Opavai járásban. Šilheřovice Bohumín, Ostrava, Hlučín, Ludgeřovice, Markvartovice, Darkovice és Hať településekkel határos. Lakosainak száma 1592 fő (2024. január 1.).

## Népesség
A település lakosságának változását az alábbi diagram mutatja:
| Lakosok száma | 1311 | 1472 | 1597 | 1771 | 1567 | 1601 | 1585 | 1580 | 1572 | 1592 |
|               | 1869 | 1900 | 1921 | 1961 | 1980 | 2011 | 2016 | 2019 | 2021 | 2024 |